# CS Rulmentul Bârlad
CS Rulmentul Bârlad este un club de rugby din Bârlad care a fost înființat în anul 1956 și evoluează în Liga Națională de Rugby. Clubul este susținut de Rulmenți Bârlad, iar din 1962 activează neîntrerupt în prima divizie de rugby.
Culorile clubului sunt alb-albastru, iar stadionul este Rulmentul cu 2000 locuri.

## Istoric[1]

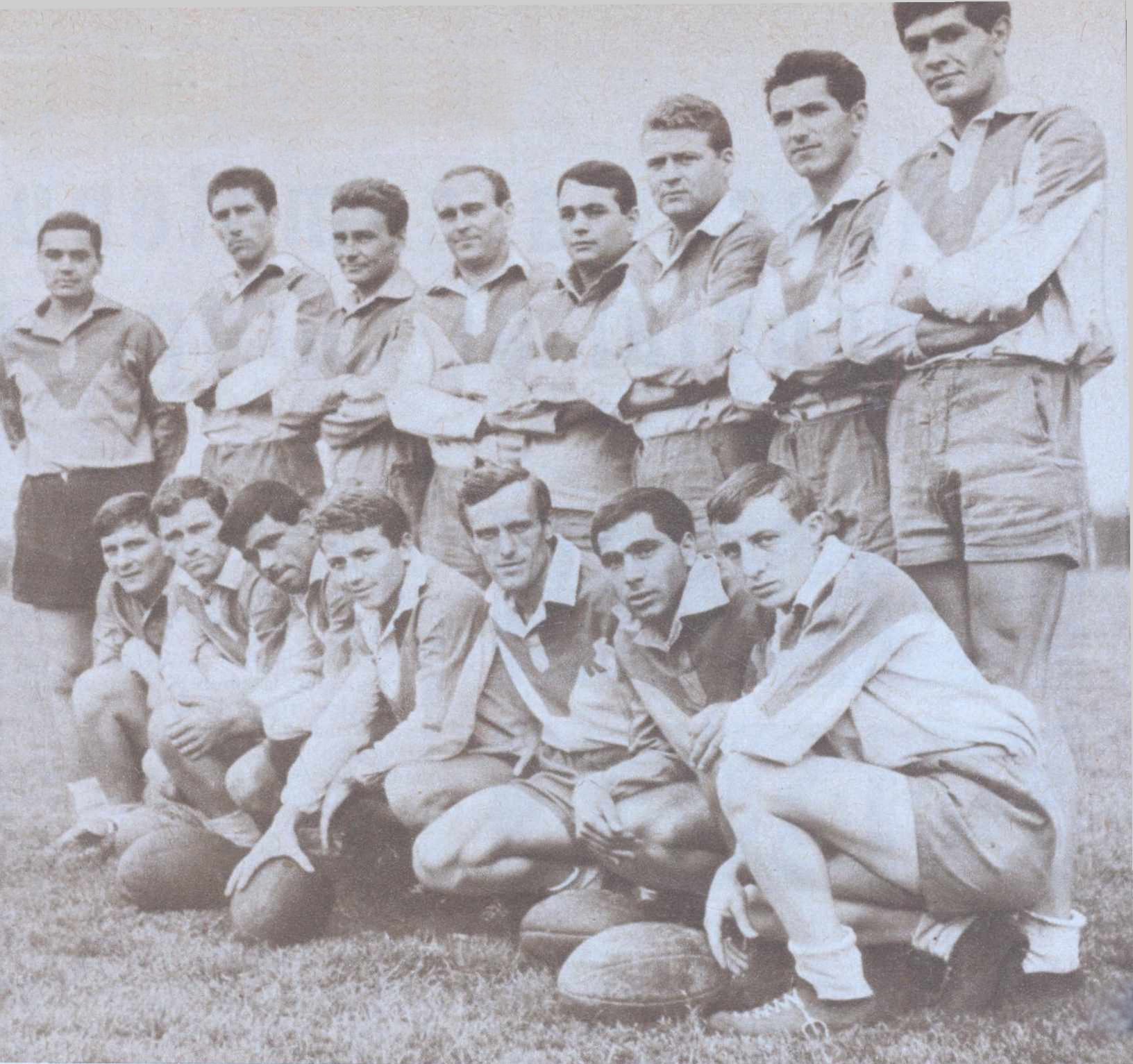
Echipa din 1965

În anul 1956 se naște la Bârlad o echipă de rugby care s-a numit, atunci, CONSTRUCTORUL. Întreg orașul se afla într-un șantier datorat punerii în funcție în 1953 a viitoarei S.C. RULMENȚI S.A. Printre harnicii constructori se afla și proaspătul inginer Ionel Mircea. Fost jucator al Politehnicii Iași, acest pasionat de rugby i-a atras la Bârlad pe Nicolae Balcan (care avea să fie și primul antrenor), pe Mircea Mănescu, Gelu Melinte, Aurel Pitrop, Nicolae Celea, un nucleu la care s-au adăugat localnicii Viorel Calin, Gheorghe Vasiliu, Emil Gâdei, Mircea Paiu și alții. 
La al doilea an de participare în campionat, echipa a reușit promovarea în prima divizie, dar datorită lipsei de experiență, a retrogradat în eșalonul secund, antrenor fiind atunci Dragoș Tenescu. Strângând rândurile, după cațiva ani de muncă, echipa promovează din nou pe prima scenă, de aceasta dată sub denumirea de RULMENTUL. De atunci, din 1962, Bârladul a fost nelipsit din Divizia A. 
Rulmentul Bârlad a susținut o serie de meciuri internaționale cu echipe precum Poznaia și Czarneu Bytumm (Polonia), Minior Pernic (Bulgaria), Locomotiv Leipzig (Germania), Mouleion (Franța).
Ca o recunoaștere a tradiției și valorii rugby-ului de pe aceste meleaguri, Bârladul a fost gazdă pentru partide internaționale. În 1963, echipa Romaniei învingea în cadrul “Cupei Păcii”, formațiile Bulgariei (70-3) și R.D.Germane (15-0), în aplauzele publicului bârlădean. 
La 5 mai 1985, la Bârlad, pentru prima dată în istoria sportului cu balonul oval, echipele României și Tunisiei s-au aflat față în față și tot atunci, pentru prima dată, Bârladul a fost gazdă pentru o partidă din calendarul FIRA. La fel s-a întâmplat, un an mai târziu, când reprezentativa noastră a întâlnit Portugalia în cadrul aceleeași competiții. În toamna lui 1989, la Bârlad, tot ca o premieră, purtătorii tricourilor cu frunză de stejar au dat piept cu puternica reprezentativă a statului Samoa de Vest. 
Rulmentul Bârlad a dat jucători de bază la echipa reprezentativă a României precum: Gelu Melinte (căpitanul naționalei, la Catnia – 1958), Gheorghe Rășcanu (căpitan al naționalei în perioada 1967-1968), Neculai Postolache, Petre Motrescu, Aurel Dranga,Mihai Bucoș,Gheorghe Serban Ilie, Petre Florescu, Ovidiu Toniță, Marius Bejan, George-Gabriel Chiriac, acestea fiind cele mai reprezentative nume. Ștefan Cristea, Ilie Pascal, Virgil Mihălașcu, Spiros Spiratos, Nicolae Duță, Sergiu Bărgăunaș, Cioriciu Traian, Ion Harnagea, Luca Abutoaie sunt rugbysti bârlădeni, care au întărit loturile “B”, de Tineret și de Juniori. 
Nu există în rugbyul românesc echipă pe care bârladenii să nu o fi învins de-a lungul anilor, fie că ea s-a chemat Dinamo, Steaua, Farul, U. Cluj sau R.C. Grivița. Prima victorie împotriva unei campioane s-a produs în 1965, atunci când Steaua pierdea titlul la Bârlad în urma înfrângerii cu 5-0. 
De-a lungul timpului, la timona echipei s-au aflat următorii: Ionel Mircea, Nicolae Balcan, Dragoș Tenescu, Dumitru Bebe Manoileanu, Mircea Paiu, Viorel Călin, Virgil Mihălașcu, Marin Rainea, Gheorghe Baltărețu, Petre Florescu, Traian Cioriciu, Ion Harnagea, Gelu Cauia și Eduard Suciu.
În 29 iulie 2006, cu ocazia  participării neîntrerupte timp de 50 de ani a echipei Rulmentul în Divizia Națională, pe fondul unor manifestări sportive, la Bârlad s-a desfășurat Finala Cupei României la Rugby, între echipele Steaua București și CSM Baia Mare.

## Palmares
- 1986 - cupa F.R.R. (6-3 cu Remin Baia Mare)
- 1987 - cupa F.R.R. (15-12 cu "Poli" Iași)

## Campionate
Ediția 2011-2012: 
- Staff:
  - Harun Adiguzel – președinte
  - Florian Pricop - vice-președinte
  - Mehmet Ture – vice-președinte
  - Antrenori: Suciu Eduard – principal
  - Căpitan: Cătălin Mihociu
  - Delegat: Dinu Rășcanu
  - Medic: Cezar Moisuc
  - Maseor: Dorin Leu
- Echipa:
  - Nedelcu Liviu – taloner
  - Enache Bogdan - taloner
  - Constanda Mitriță – pilier
  - Răileanu Andrei - pilier
  - Broștic Eugen – fundaș
  - Cotoranu Valentin – linia I
  - Albișor Marian – linia I
  - Bosnia Giani – linia II
  - Mihai Daniel – linia II
  - Pintea Ionel – linia II
  - Radu Marian – linia II
  - Mihociu Cătălin – linia III
  - Robu Valentin – linia III
  - Munteanu Cătălin – linia III
  - Groza Petru – linia III (armata)
  - Feraru Ciprian – aripa
  - Rădeanu Mihai – mijlocaș la gramadă
  - Gheorghiu Dan – mijlocaș la gramadă
  - Cheptea Iulian – mijlocaș la deschidere
  - Bucur Sorin – centru
  - Baclea Constantin – centru
  - Zavate Ionut - centru
  - Ionașcu Alin – aripa
  - Dănăilă Toni – aripa